# Gmina Brezovica
Gmina Brezovica (słoweń.: Občina Brezovica) – gmina w Słowenii. W 2002 roku liczyła 9300 mieszkańców.

## Miejscowości
Miejscowości wchodzące w skład gminy Brezovica:

- Brezovica pri Ljubljani – siedziba gminy
- Dolenja Brezovica
- Gorenja Brezovica
- Goričica pod Krimom
- Jezero
- Kamnik pod Krimom
- Notranje Gorice
- Planinca
- Plešivica
- Podpeč
- Podplešivica
- Preserje
- Prevalje pod Krimom
- Rakitna
- Vnanje Gorice
- Žabnica